# Dorfkirche Groß Haßlow

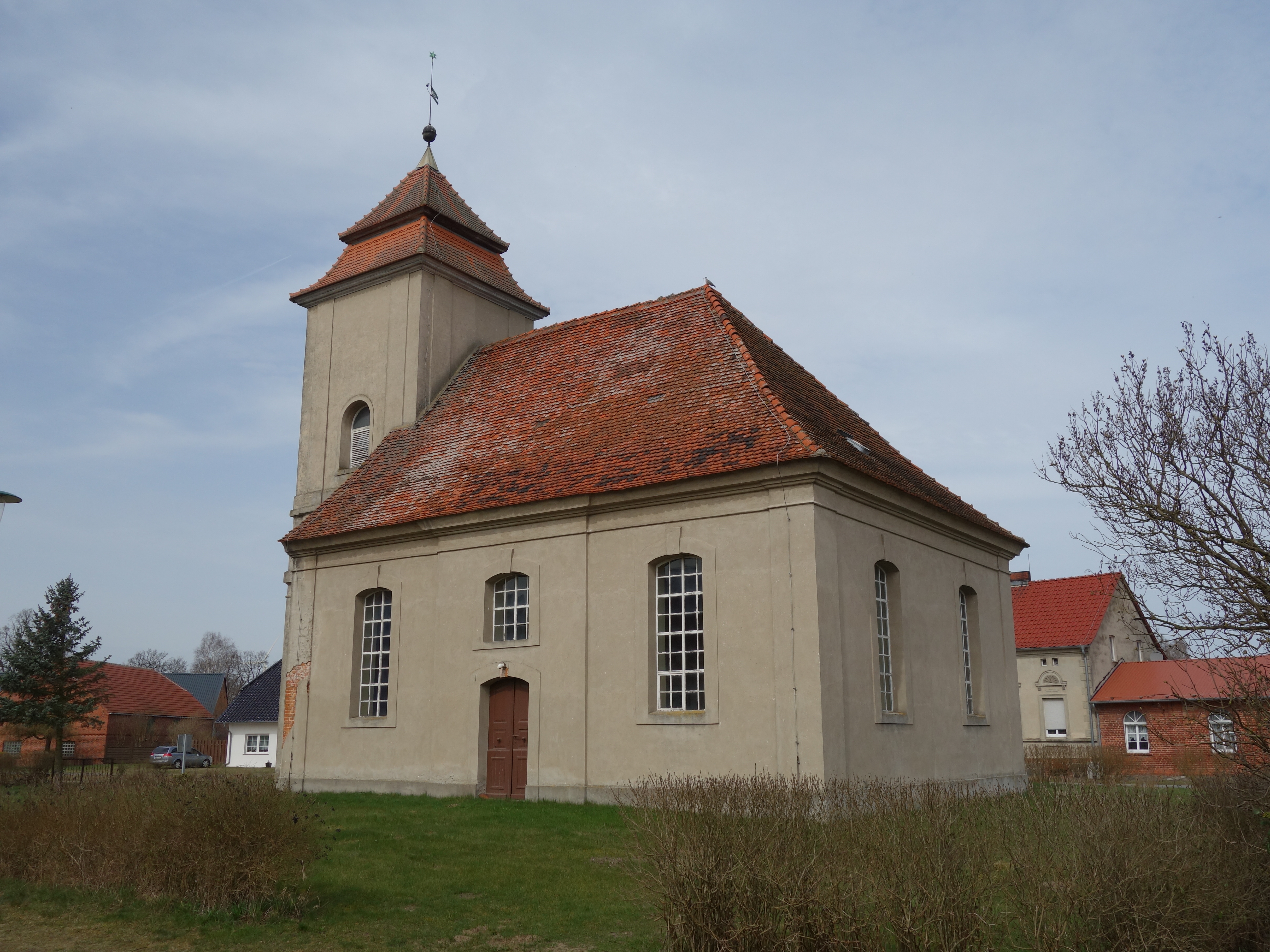
Dorfkirche Groß Haßlow

Die evangelische, denkmalgeschützte Dorfkirche Groß Haßlow steht in Groß Haßlow, einem Ortsteil der Stadt Wittstock/Dosse im Landkreis Ostprignitz-Ruppin in Brandenburg. Die Kirche gehört zur Kirchengemeinde "Zwischen Dosse und Heide" im Kirchenkreis Wittstock-Ruppin der Evangelischen Kirche Berlin-Brandenburg-schlesische Oberlausitz.

## Beschreibung
Die Saalkirche aus verputzten Backsteinen wurde 1743 erbaut. Sie besteht aus einem Langhaus und einem quadratischen Kirchturm im Westen, in dessen Glockenstuhl eine 1563 gegossenen Kirchenglocke hängt, und der mit einem gestuften Pyramidendach bedeckt ist. Der Putz ist mit Lisenen an den Ecken und Gesimsen gegliedert. Das Portal befindet sich an der Westseite des Kirchturms. In der Mitte der Langseiten des Langhauses befinden sich weitere Portale.